# Asiophrida marmorea
Asiophrida marmorea es un insecto coleóptero de la familia Chrysomelidae.
Fue descrita científicamente por primera vez en 1819 por Wiedemann.